# Soldatenlied
Een soldatenlied gaat over soldaten en wordt gezongen voor soldaten en door soldaten. Belangrijke onderwerpen in een soldatenlied zijn: de oorlog in al zijn facetten, vorst en vaderland, het soldatenleven, de kameraadschap en de heimwee naar huis en geliefden. Sommige soldatenliederen hebben een ironische, dubbelzinnige of kritische tekst, wat soms enige tijd tot een verbod van zo’n lied leidde.

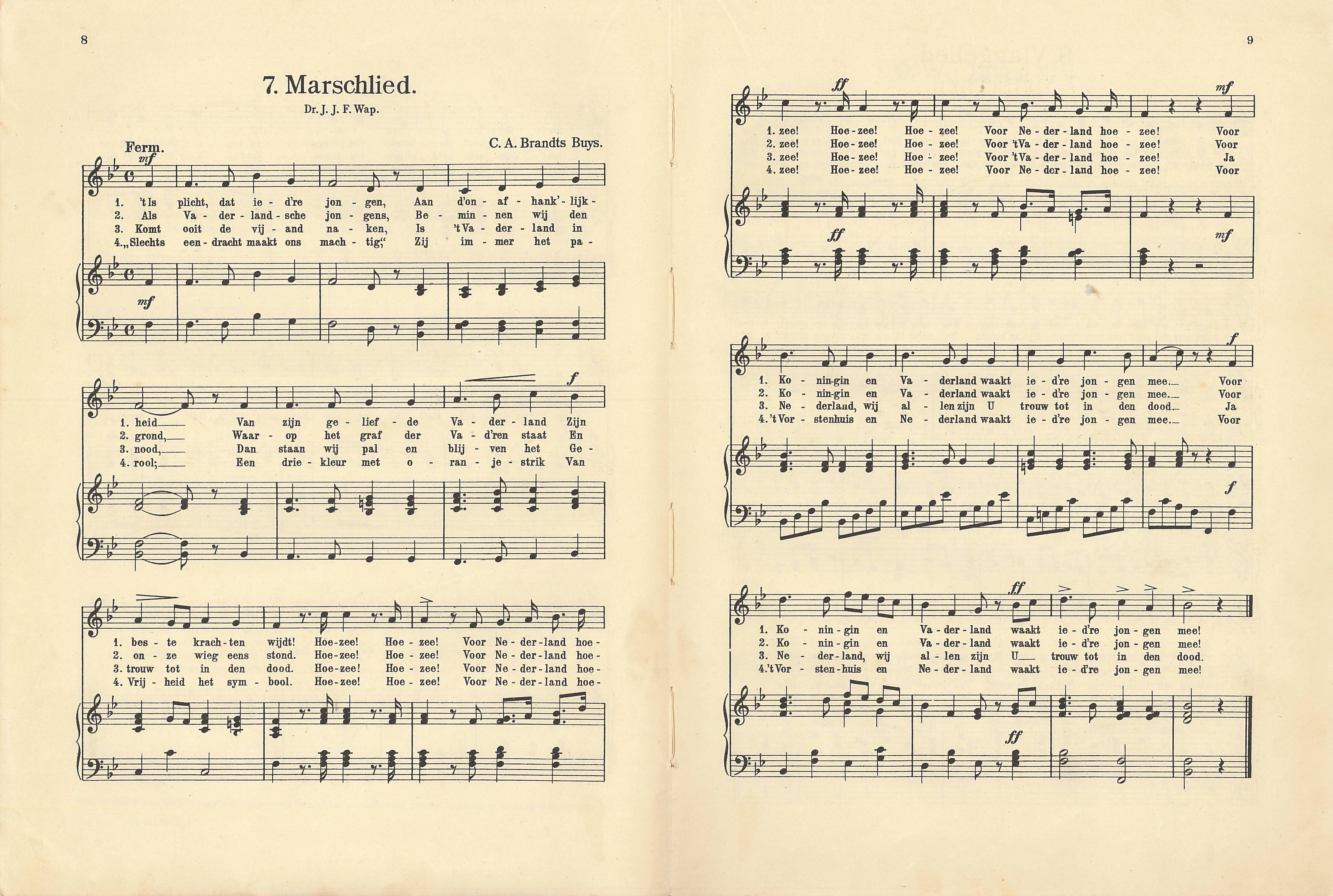
marslied, voor koningin en vaderland

## Algemeen
Er is een enorme hoeveelheid soldatenliederen ontstaan in de loop van de eeuwen. Naar de inhoud kunnen ze worden getypeerd als marslied, strijdlied, frontlied, overwinningslied, spotlied, liefdeslied e.d., maar diverse soldatenliederen voldoen aan meer dan één typering. Tijdens oorlogen kwam er een opleving van soldatenliederen. Zo werd in de Tachtigjarige Oorlog na de inname van Den Briel In naam van Oranje doe open de poort een mars- en strijdlied. De oorlog van Nederland met België in 1830 leverde van beide kanten soldatenliederen met venijnige teksten. Tijdens de Eerste Wereldoorlog waren Nederlandse soldaten gemobiliseerd, maar ze hoefden niet te vechten. Om de eindeloze verveling te verdrijven werden (naast het aanbieden van cursussen en sport) ontspanningsavonden voor hen georganiseerd. In het repertoire van de optredende artiesten ontbraken liedjes over het soldatenleven en de oorlog natuurlijk niet.
Ook tijdens de Tweede Wereldoorlog traden artiesten op voor de soldaten.  
Na de Tweede Wereldoorlog kregen in Nederland vrolijke liedjes en spotliedjes de overhand, waarbij sommige oude liedjes uit de mottenballen werden gehaald. In NAVO-verband werden eenheden gelegerd in het Duitse Bergen-Hohne en  Seedorf en in het Franse La Courtine. In VN-verband namen Nederlandse soldaten deel aan UNIFIL (Dutchbatt) en UNPROFOR (Dutchbat). In die multinationale omgeving waren het vooral Engelse liedjes die aansloegen.

## Ten strijde trekken

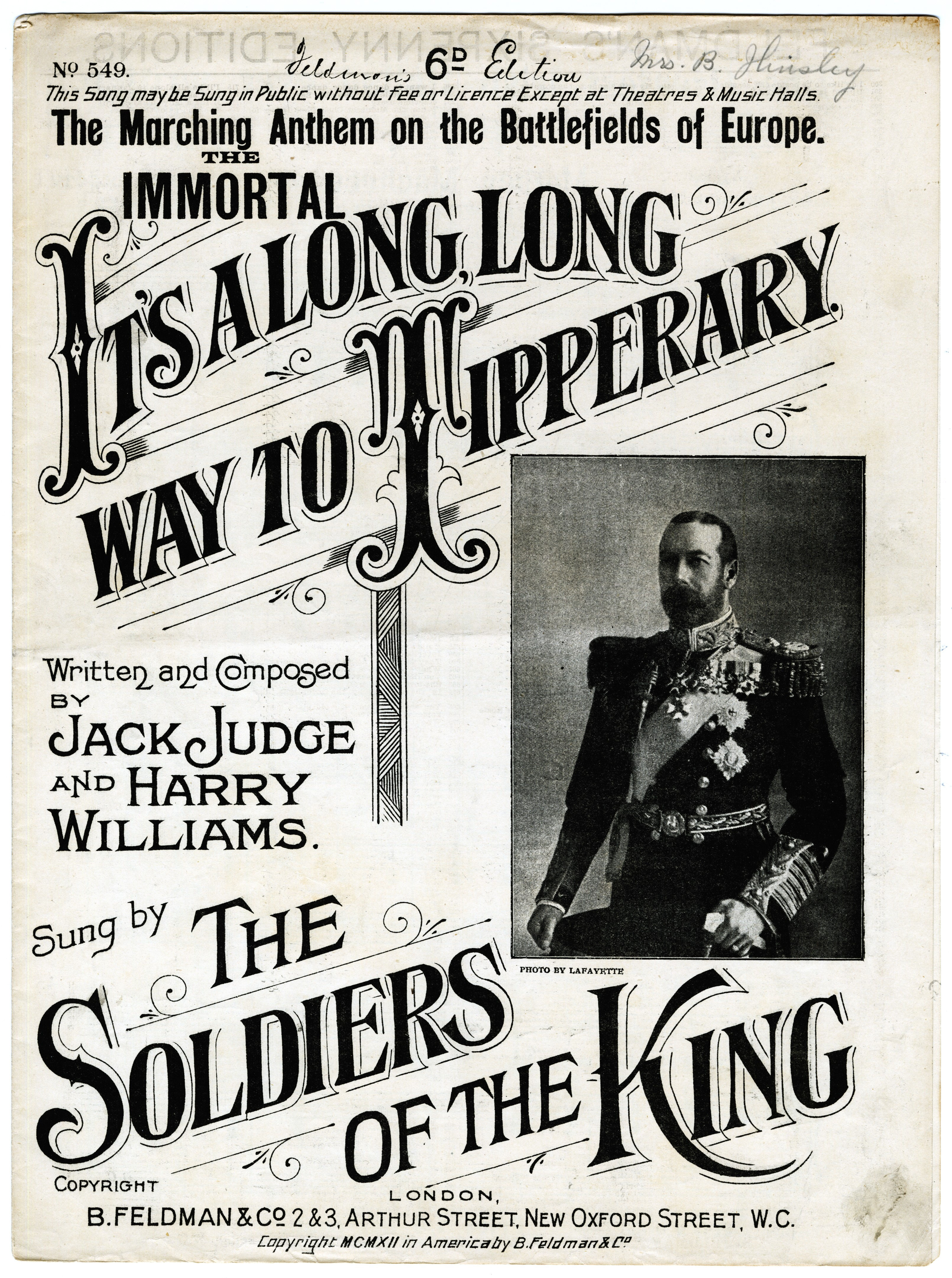
It's a Long Way to Tipperary

Tot in de 20e eeuw verplaatsten legereenheden zich over grote afstanden te voet. Als tijdens een zware, vermoeiende mars dan een marslied werd gezongen regelde de pas van de soldaten zich naar de cadans van het lied en werd het gemakkelijker om vol te houden. Als het lied dan ook nog over eerdere overwinningen ging, werkte dat goed voor het moreel van de troep. De bereidheid om te vechten werd vergroot en het geloof in de overwinning werd versterkt.
In een oud overwinningslied van de Romeinen luiden de eerste zinnen: Duizend Franken, en Sarmaten hebben we eens en eens verslagen, Die na duizend, duizend, duizend, duizend, duizend Persen vragen.
Duitse landsknechten die in de zestiende eeuw als huurlingen overal in Europa vochten, zongen a capella over hun wapenfeiten, wat bijdroeg aan hun roemruchte reputatie. Elk regiment had een eigen lied. Het Duitse Legioen Condor, dat vocht in de Spaanse burgeroorlog, had het Lied van Legioen Condor dat hun rol in die oorlog bezong.
Een strijdlied dat een overwinning in het vooruitzicht stelde was goed voor het moreel. The Battle Hymn of the Republic is het strijdlied dat de verwachte overwinning van de Amerikaanse Burgeroorlog bezingt.
In de Eerste Wereldoorlog werd It's a long way to Tipperary als marslied gebruikt door de Engelsen, later ook door de Fransen en Russen. Bij de Nederlandse gemobiliseerde soldaten werd het lied eveneens populair, maar na het gebruik van gifgas aan het westelijk front maakten ze van de eerste zin: Neem je long mee ter reparatie.

Het Nederlandse Generaal Snijders’ marschlied had als refrein:

Wij strijden voor de vrijheid van ons lief Nederland. Ons eerewoord blijft steeds der Koningin trouw verpand.

Wij wenschen steeds den vrede, doch wil men den strijd, men zal ons vaardig vinden ten allen tijd!

De bereidheid tot sterven ontbrak niet:

En wat er ook gebeur', wij kennen onze plichten, Nooit zal men ons van roof of plundering betichten.

Wij strijden voor de eer, van 't Rijk der Nederlanden. Sterven daarvoor als 't moet, de wapens in de handen.

In de jaren 1930 werd in Duitsland het lied Erika geliefd als marslied. De wijs ervan werd in Nederland gebruikt voor het lied Blonde Mientje heeft een hart van prikkeldraad.

## Aan het front

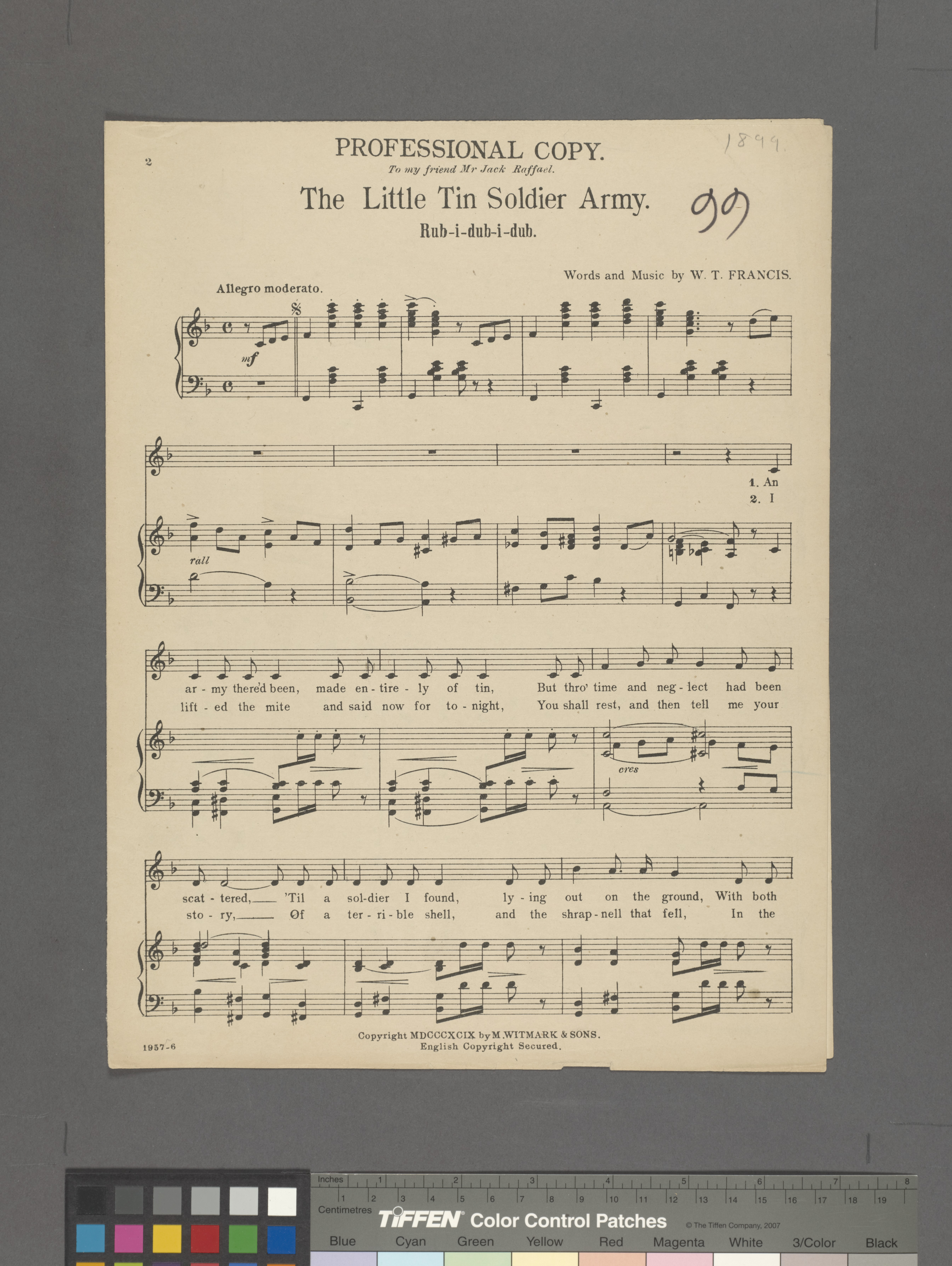
The little tin soldier army

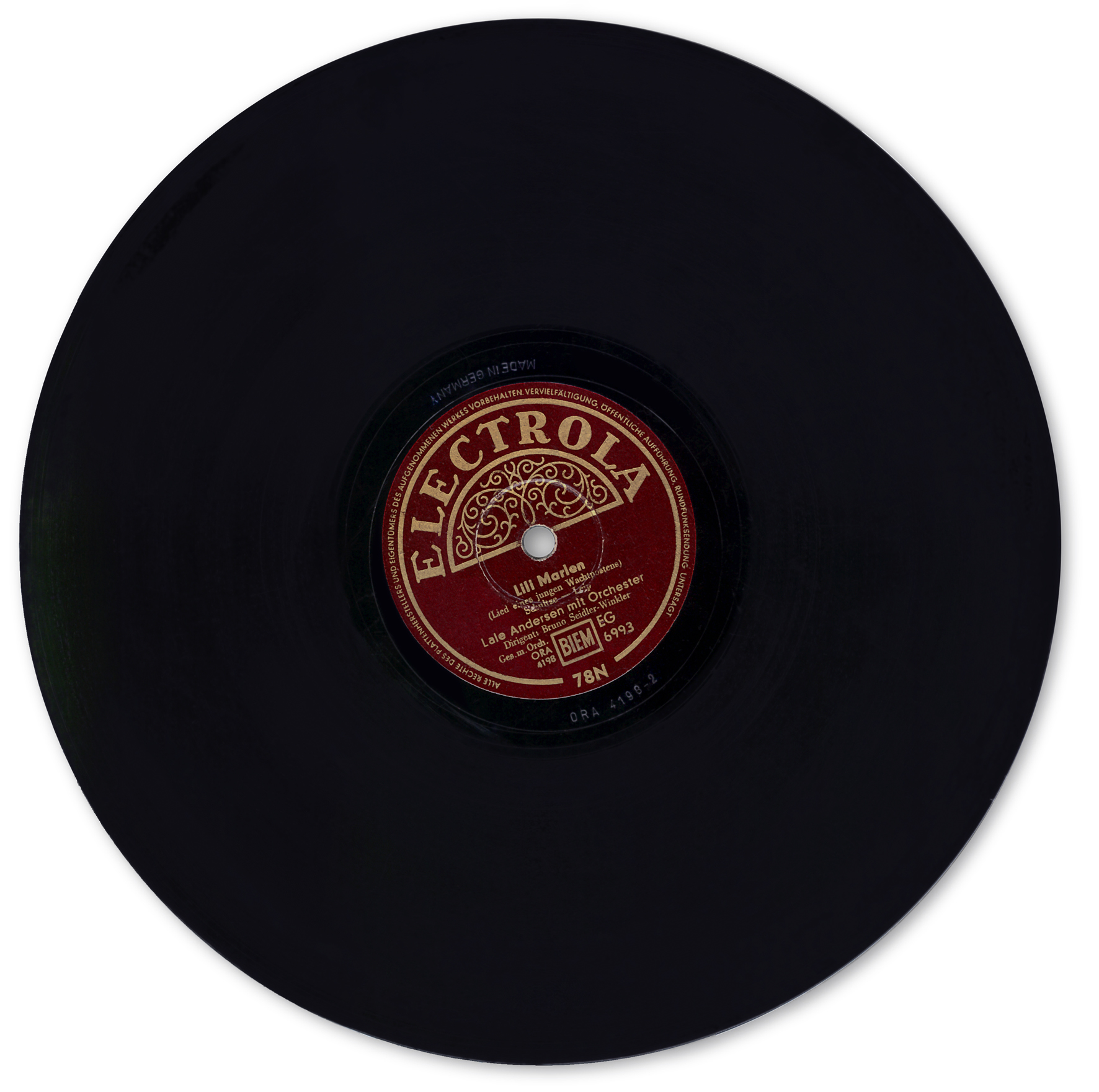
grammofoonplaat met de originele opname van Lili Marlene in 1939

Als de strijd was ontbrand bleek gewond raken en sterven aan de orde van de dag te zijn en dat kwam naar voren in frontliederen, evenals het verlangen naar huis en geliefden.
In de Eerste Wereldoorlog werd in Duitsland het Argonnerlied populair. Het vertelt hoe de soldaten vanuit hun loopgraven de granaten horen ontploffen, hoe bij een stormloop krijgsgevangenen worden gemaakt en er van beide kanten mannen sneuvelen. Het Argonnerwald gaat een groot kerkhof worden, maar uiteindelijk zal Duitsland stand houden: Als eine neue starke Wacht am Rhein! In het Wolgalied uit de operette Der Zarewitsch wordt de eenzaamheid bezongen van de soldaat, die in de nacht de wacht houdt en zich van iedereen verlaten voelt. 
In Nederland ging vanaf 1916 de aandacht vooral uit naar het lot van de soldaten aan het front. Dirk Witte stelde in het lied Het wijnglas het lot van de soldaten tegenover de machthebbers die deftig vergaderden en proostten met het wijnglas in de hand.
| Het eerste couplet: ’s Avonds lezen w’ín de kranten hoe het ging die dag aan ’t front: Zoveel honderd weer gevallen, zoveel duizend weer gewond. Zoveel kind’ren zonder vader, zoveel moeders zonder kind en we vragen wanneer eens toch dat gemoord een einde vindt. | Het zesde en laatste couplet luidt: Ernstig gaan de diplomaten naar hun feestmal en banket, Satan heeft aan ’t hoofd der tafel zich als schenker neergezet. En hij vult daar met een grijnslach telkenmale tot de rand met het rode bloed der volk’ren ’t willig wijnglas in hun hand. |

Dit lied mocht niet op de ontspanningsavonden voor de gemobiliseerde soldaten worden gezongen. Op die avonden traden o.a. Jean-Louis Pisuisse, James Cohen van Elburg en  Koos Speenhoff op.
Soms werd sarcastisch over de ellende aan het front gezongen, zeker als de oorzaak daarvan bij onkundige officieren werd gelegd. De legerleiding vond dat ondermijning van de krijgstucht en verbood zo’n lied. In Nederland gold dat o.a. voor Het Wijnglas. Het Chanson de Craonne was het symbool van de muiterij die in 1917 uitbrak onder Franse soldaten vanwege de desastreus verlopen slag bij Chemin de Dames. Het lied was in Frankrijk  tot de jaren 1970 verboden.
Over de waanzin van de loopgravenoorlog zong Speenhoff in het lied Brief van het front, met als laatste couplet:

De loopgraaf van de naaste vijand Is honderd meter van ons af;

We zorgen voor elkaars gewonden en graven voor elkaar een graf.

We zingen soms dezelfde liedjes of ruilen wat tabak en brood.

Maar als de aanval wordt geblazen, dan schieten we elkander dood.

In de Tweede Wereldoorlog werd voor de Duitse soldaten op de radio Lili Marleen regelmatig gedraaid. Geallieerde soldaten wisten die zender ook te vinden en hoorden het graag. De BBC zorgde voor een Engelse versie gezongen door Anne Shelton. Voor de geallieerde soldaten was We'll Meet Again van Vera Lynn een dierbaar lied en dat gold ook voor het thuisfront. Het lied wordt nog steeds bij diverse herdenkingen gezongen.
Het bestaande lied Der gute Kamerad was niet alleen voor Duitse soldaten maar ook voor Nederlanders die in Duitse krijgsdienst gingen een geliefd nummer. Nederlandse nationaalsocialisten maakten eigen strijdliederen zoals:

Ons hemd blijft zwart, ons bloed blijft rood, ons lied blijft hard, onz’ strijd blijft groot,

wij willen daad, wij zijn de  tolk, aan ons de staat, aan ons het volk.

Daar tegenover ontstonden er anti-Duitse liederen, zoals:

Voor de poort van Moskou stond een Duits soldaat.

Twee bevroren benen en een bleek gelaat.

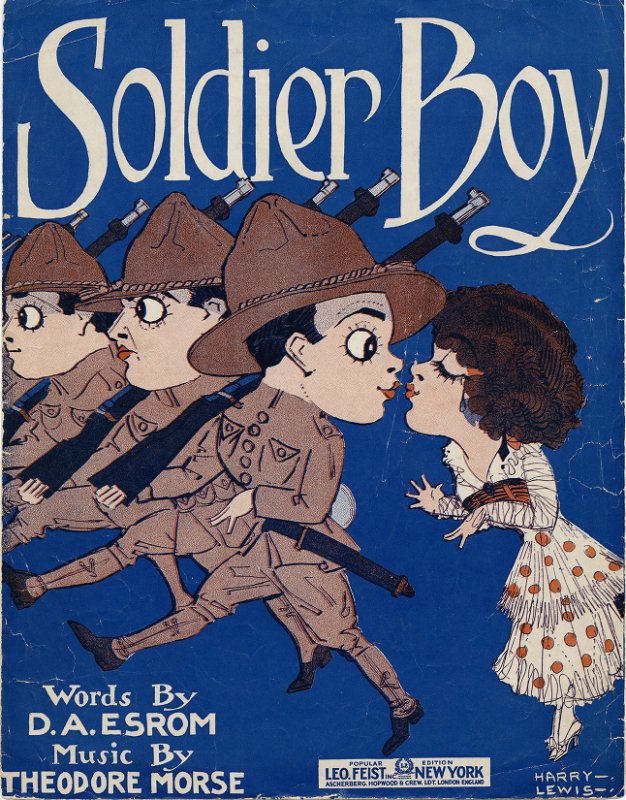
Soldier Boy 1915

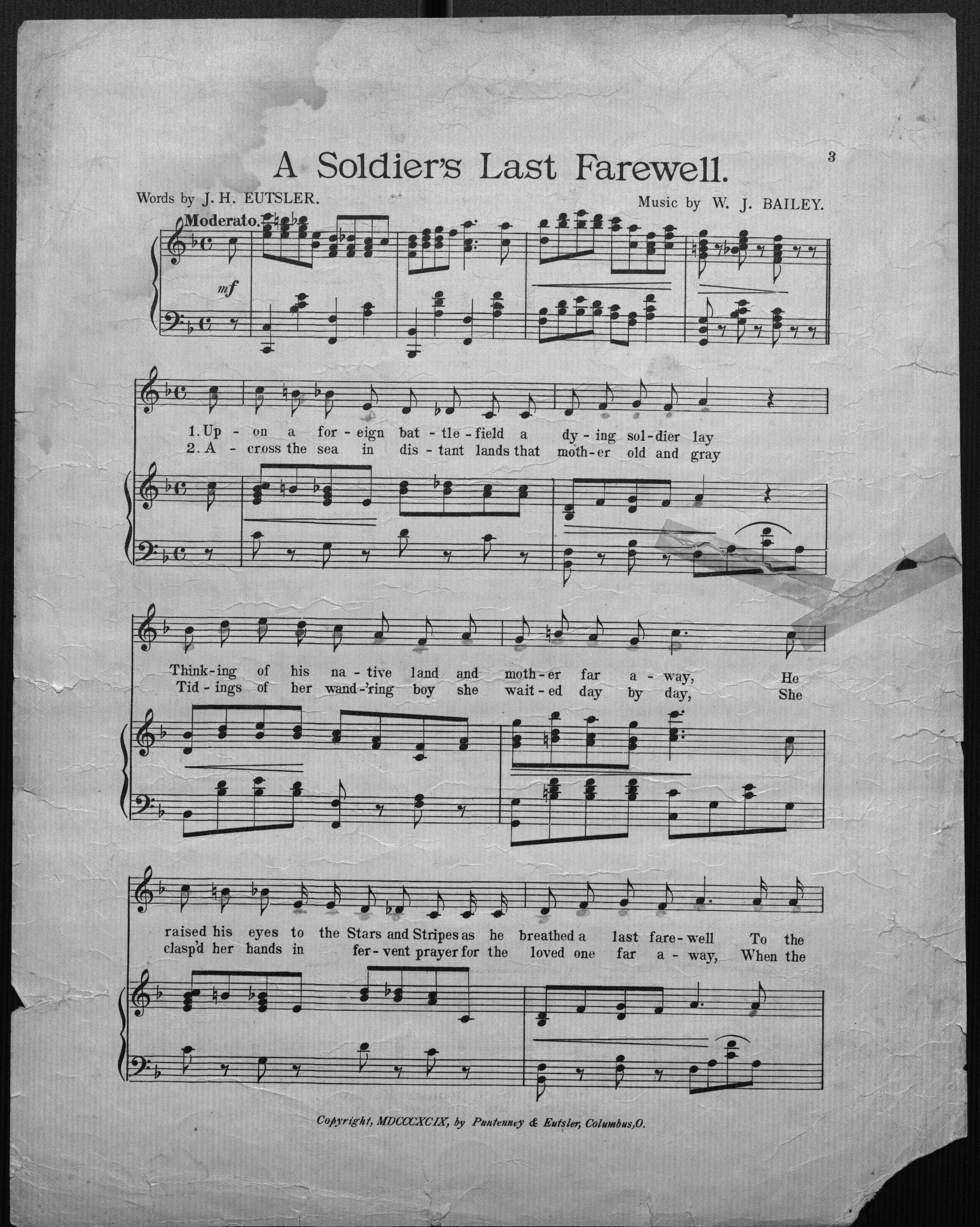
Soldier's Last Farewell

Hij stond te bib'ren van de kou,

En dacht waar blijft de Führer nou,

Die ons toch redden zou.

## Voor vorst en vaderland
Huurlegers vochten voor degene die betaalde. Nadat in 1798 in Frankrijk de algemene dienstplicht was ingevoerd gebeurde dat binnen enkele decennia ook in andere landen van West-Europa. Nationale legers vochten voor vorst en vaderland en in de soldatenliederen werd het sterven daarvoor als een eer bezongen. 
Als het vaderland wordt aangevallen staan de soldaten klaar, met als refrein:

wij geven om ons leven niet, ’t behoort aan vorst en vrijheid,

wij wagen ’t bij een heldenlied vol vaderlandse blijheid.
 
In het slotvers roept het voorgeslacht de soldaten uit hun graven toe:

de vrijheid of de dood, blijft Belgen stout en groot.
De Belgische Revolutie in 1830 leverde aan Nederlandse kant teksten die op de man speelden:

Liegen, snoeven, schelden, is het werk dier helden,
plunderen, verraad en moord is wat den Belg bekoort.

Om de tegenstellingen scherp te schetsen werd besloten met:

Anglo-Belgen! bastaard telgen! schuim der Fransche Apen, 
 voor u zijn geen eerlauwrieren op het veld te rapen.

Nederlandsche braven, echt kroost der Bataven,
 plukten die met eigen hand voor vorst en vaderland.
In een lied over de Hollandse waterlinie is de bereidheid om te sterven sterk verwoord:

In Hollands Linie, Veld van eer, daar is het sterven schoon, De glorie van het Vaderland zij ons laatst en eenig loon.

Een lied met een vergelijkbare opvatting gaat over vaste verkering:

Vraag niet mijn jongen dat wat niet gaat, vaste verkering is toch niets voor een soldaat.

Al wat je hebt aan liefde en trouw hoort aan je vaderland en niet aan jou.

Dat het normaal was dat jongetjes soldaatje speelden blijkt bijvoorbeeld uit een lied dat is opgenomen in een boekje met kinderliedjes. Met een houten geweer en een houten sabel marcheert een jongetje heen en weer, in de pas als een man, zuur kijkend omdat het zo hoort, totdat hij zo moe is dat de slaap commandeert: Naar bed kameraad.
De eer voor het vechten voor vorst en vaderland werd door socialisten in een ander daglicht gezet. Ze gebruikten daarvoor een bestaand lied:

| Het eerste couplet luidt: Wij ’s Konings legerknechten zijn fier op onze stand, wij strijden voor de rechten van ’t lieve vaderland. Wij zijn, zou 't twistvuur rijzen het bolwerk van den Staat Wie zou zijn lot niet prijzen van Nederlandsch soldaat. Het laatste couplet luidt: Grijpt mannen, wakkre knapen, als ’t zijn moet naar ’t geweer, geen smet kleve op ons wapen, geen smet kleve op onze eer Wat oordeel ons moog treffen, waardering zij ’t of smaad, wij blijven ons verheffen op d’eernaam van soldaat. | Hier werd van gemaakt: Wij onderdrukte knechten der rijken adelstand, wij missen alle rechten, voor ons geen vaderland. Doen and'ren 't twistvuur rijzen, op ons is't dat men slaat. Neen, 't lot is niet te prijzen van Nederlandsch soldaat. Het laatste couplet wordt dan: Grijpt mannen, wakkre knapen, als ’t zijn moet naar ’t geweer. De opgepronkte apen bevelen dan niet meer. Het volk den dwang ontheven, wordt dan niet meer gesmaad, daar moedig voor te streven zij d’eer van de soldaat. |

Voor de soldaten in Nederlands-Indië/Indonesia verscheen in 1899 een liederenbundel in het Maleis, gebaseerd op een bundel in Nederland.
 Het repertoire van Koos Speenhoff viel niet altijd in goede aarde bij de legerleiding, maar met zijn lied Holland ons had hij de liefde voor het vaderland tot in de dood beschreven:

Holland zullen wij niet geven, Holland is ons hoogste goed.

Daarvoor geven wij ons leven, Daarvoor storten wij ons bloed.

Holland wordt geen land van slaven, Holland ’s Grond wordt nooit onteerd.

Liever dood erin begraven Dan als knecht er geregeerd.
 
Maar in de Zangbundel voor het Nederlandsche leger (1916) werd niets van hem opgenomen, hoewel Holland ons er uitstekend in paste. Na protesten werd het bij een herdruk alsnog opgenomen.

## Na de oorlog
Na afloop van een oorlog kreeg bij overwinnaars en overwonnenen de bitterheid over de vele gesneuvelden en gewonden aandacht in de liederen. Het verlangen naar het einde van de oorlog en het einde van het soldatenleven wordt verwoord in het lied:
| Wie zijn Vader heeft vermoord, En zijn Moeder heeft vergeven, Die is nog veel te goed Voor het soldatenleven. | De moordenaar in zijn cel, Met zijn bezwaard geweten, Die krijgt nog iedere dag Zijn koud en warrem eten. | En staan ik dan op wacht Met duizenden gedachten, Dan denk ik altijd maar: hoe lang moet ik nog wachten. | Maar eenmaal komt de tijd Dat we de rotzooi gaan verlaten. Vervloekt zij 't regiment. Lang leve de soldaten. |

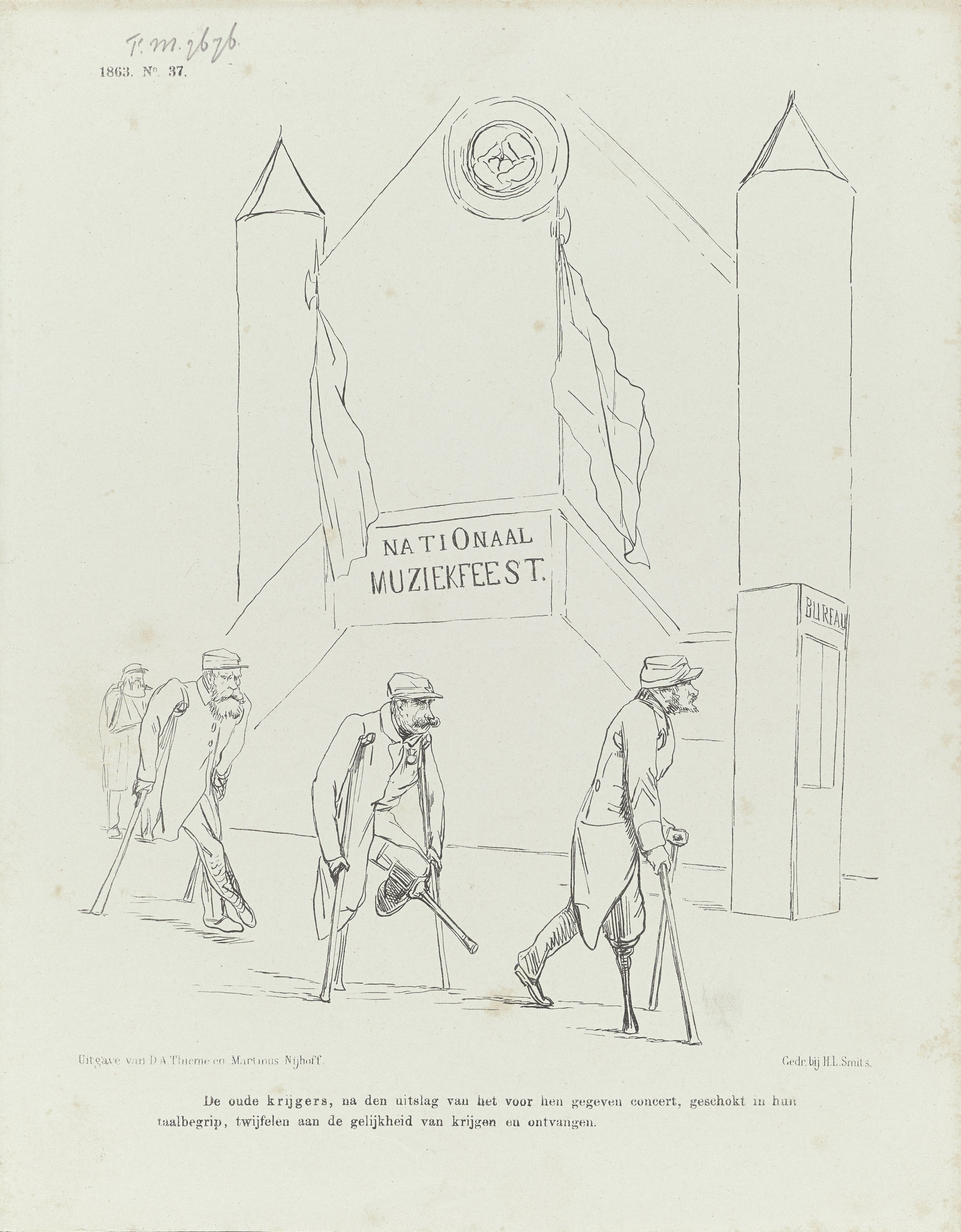
Spotprent op het Nationaal Muziekfeest, 1863

Als het eindelijk zover is moeten de spullen worden ingeleverd bij de fourier:

En dan zegt de fourier: geef je rommeltje maar hier.

En dan zegt de sergeant: gooi die rotzooi aan de kant.

Ik zal je het wel voor jou bewaren
tot je weer eens kijken komt.

Voor teruggekeerde invalide soldaten werd direct na de Eerste Wereldoorlog weinig geregeld. Willy Derby schreef daarover het lied Blindgeschoten.
| Her lied begint met een klacht: Het is gedaan, ik mag weer huiswaarts keren ‘t Gevaar is weg, mijn vaderland is vrij Ons roemrijk vaan kan schitterend triomfeeren Het land viert feest en denkt niet meer aan mij. Wie zou er immers aan zo'n mindere denken? | Het lied eindigt met het verlangen naar de dood: Nooit zal ik meer die blijde zon zien schijnen En leef ik in die eeuwige nacht Terwijl ik naar mijn stervenssponde smacht Lief vaderland, ik heb mijn plicht volbracht ‘k Uit als een laatste klacht… vaarwel. |

## Dienstplicht van 1945 tot 1996

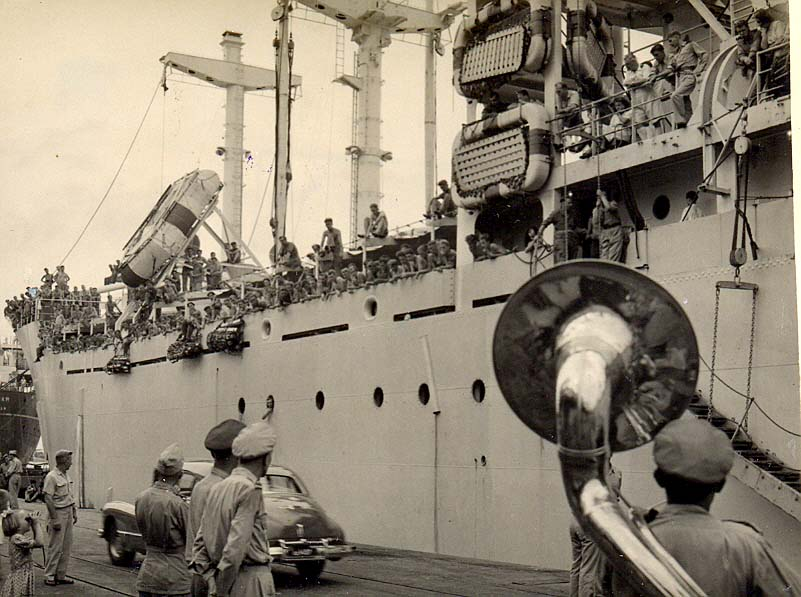
Aankomst nieuwe lichting Nederlandse soldaten in Indonesië 1949

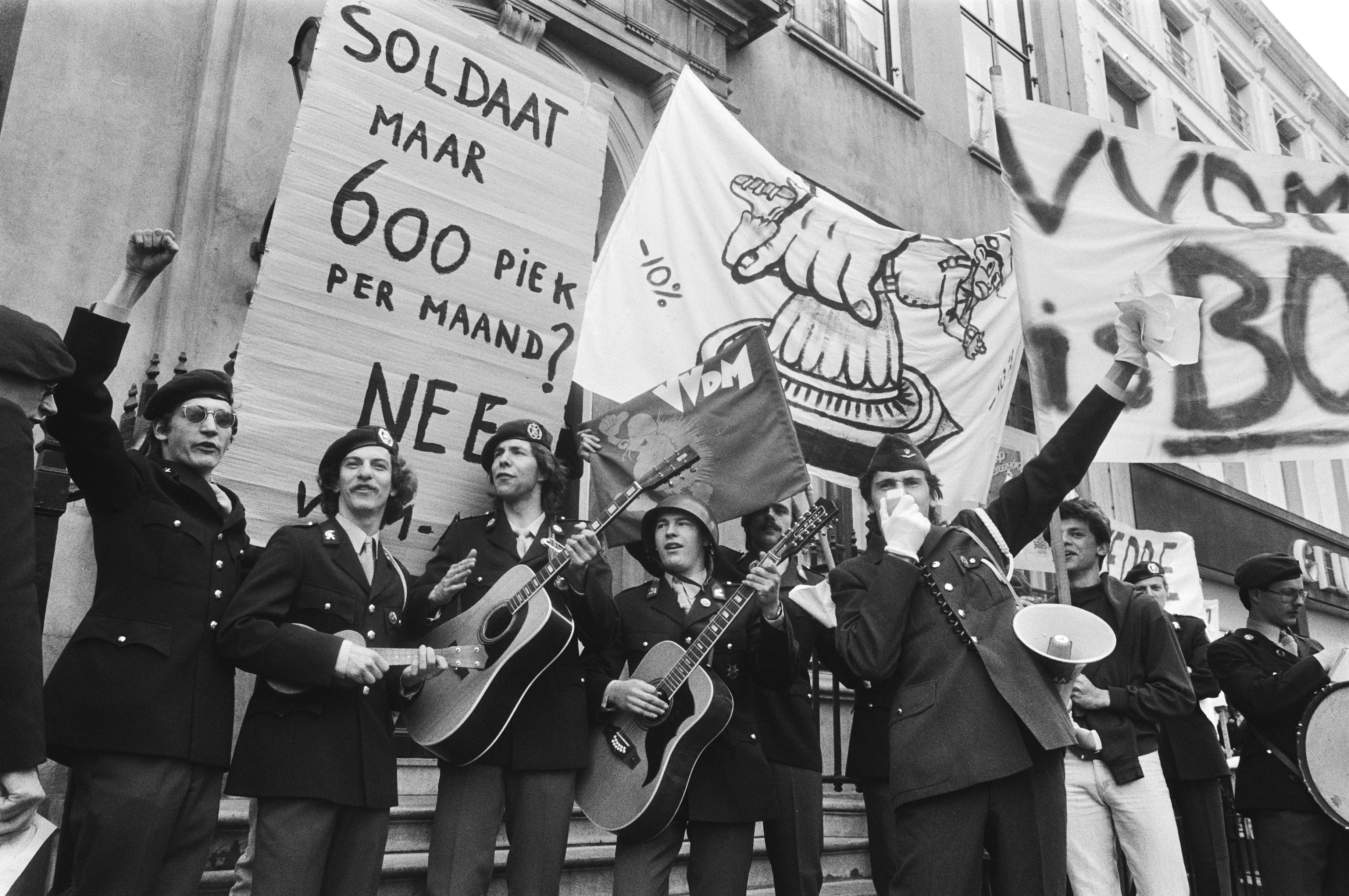
Dienstplichtigen demonstreren tegen weddeverlaging 1983

Na de bevrijding van Nederland in 1945 wilde de regering de koloniale verhouding met Indonesië herstellen, wat leidde tot de Indonesische Onafhankelijkheidsoorlog. Zo’n 120.000 Nederlandse dienstplichtigen werden ingezet. Ver van hun eigen land dachten ze vol weemoed aan thuis en hun geliefden. Een in 1934 gemaakte lied werd populair:

Ja, als ik in mijn klamboe lig te dromen, zie ik ons huis weer voor me staan

Dan zie ik weer jouw beelt’nis tot mij komen, dan welt er in mijn oog een traan.

Als aanmoediging voor de strijd werd Soekarno op de korrel genomen:

En wat doen we met Soekarno als het kan? (bis) met als antwoord: We hakken hem in mootjes, we hakken hem in mootjes, we hakken hem in mootjes in de pan.
De Koreaanse oorlog waarin Nederlandse vrijwilligers meevochten leverde het lied op: En als we naar Korea gaan, jenevertje gaat mee.
In de jaren 1950 en 1960 gebruikte Defensie grote oefenterreinen in Duitsland (omgeving  Lüneburger Heide) en Frankrijk (omgeving La Courtine). De brief aan het thuisfront vanuit La Courtine werd ‘een daverend succes’. 
Diverse artiesten namen in hun repertoire soldatenliedjes op. Joop de Knegt had met Ik sta op wacht een echte hit. Annie Palmen boekte succes met Sterren en Strepen: Al heb je geen sterren op je kraag, al heb je geen strepen op je mouw, toch houd ik van jou. Het liedje Afscheid van een soldaat is een Nederlandse tekst op de wijs van Wooden heart, waarmee soldaat Elvis Presley groot succes had. Vooroorlogse liedjes als Wie heeft er suiker in de erwtensoep gedaan, Rats, kuch en bonen en In de Witte Muis met de twee rooie oogies werden ook nog wel gezongen.
Het marineleven werd door Tom Manders ironisch geschetst in Zorreg dat je d’r bij komt, bij de marine.
Nederlandse Korea-vrijwilligers hadden in 1952 maanden moeten wachten voordat ze in actie konden komen. Dat wachten waren ze beu: ze hadden ‘balen van de hap’. De dienstplichtigen bij de parate onderdelen in Nederland namen balen over voor alles waar ze schoon genoeg van hadden. Het leverde een lied op. 
| Coupletten: Als je maandenlang soldaat bent en de dienst wel uit je hoofd kent, Dan is er iets verkeerd als je dit nooit hebt geleerd. Ook al kun je exerceren, salueren en marcheren, Soldaat ben je pas echt als je steeds hartgrondig zegt: | Refrein: Balen, balen, dat is het lied van Jan Soldaat, Balen, balen, van ’s morgens vroeg tot ’s avonds laat Balen, balen, maar dat bedoelt hij niet zo kwaad. Want als het er om gaat Jan Soldaat, Jan Soldaat Wie staat er dan paraat……Jantje Soldaat. |

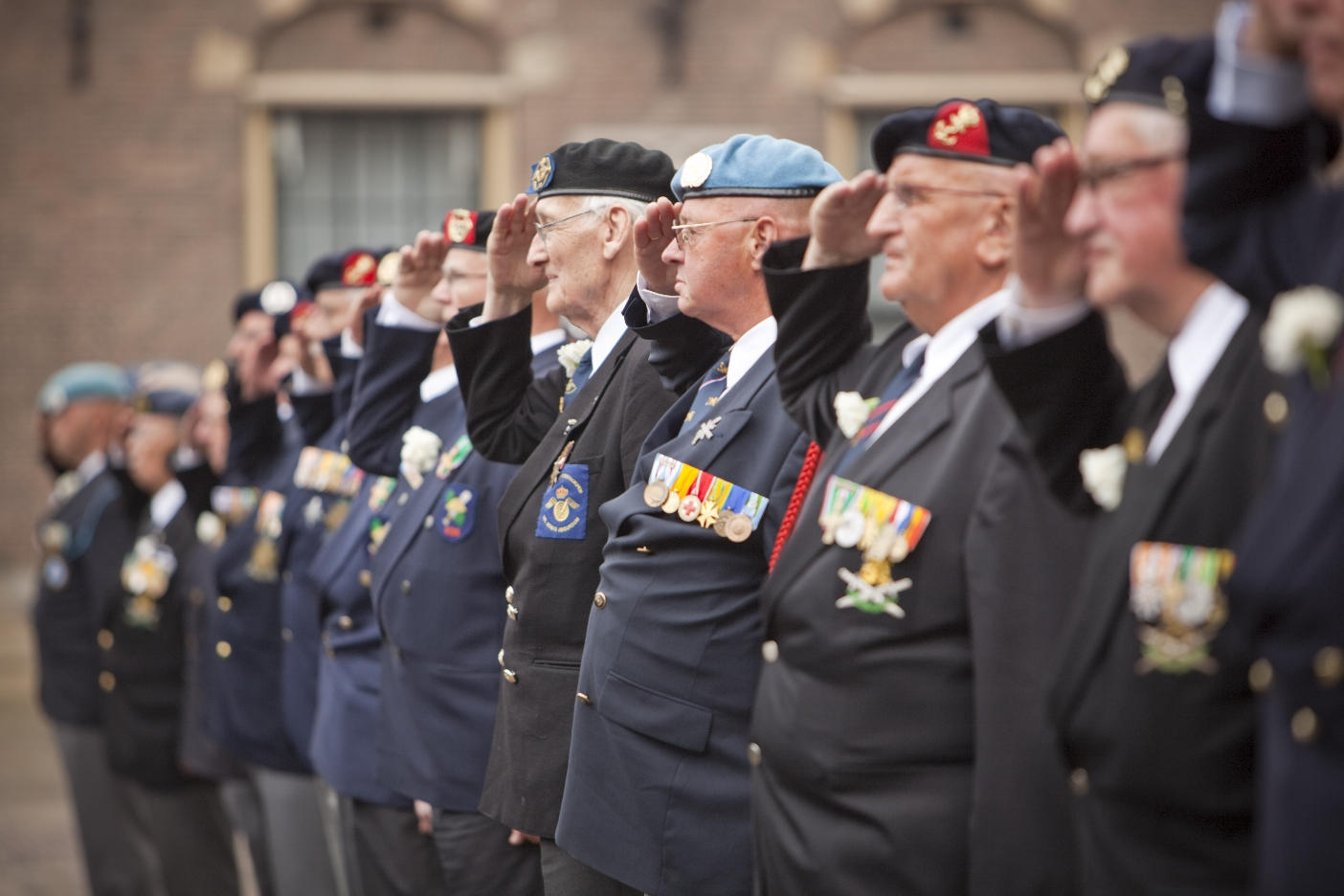
Veteranen tijdens veteranendag-2009

## Veteranen
Aan Nederlandse veteranen wordt sinds 2010 gevraagd naar hun favoriete lied en daarmee wordt een top-50 samengesteld. Brothers in Arms (single), Goodnight Saigon en Paint It Black stonden er tot en met 2022 elf jaar in, We’ve Gotta Get Out Of This Place en Miss Sarajevo tien keer. Veel veteranen putten kracht uit hun muziek en vinden er troost in bij emotionele momenten. Het thuisfront hoort graag When Johnny comes marching home.